# ウィレム＝アレクサンダー (オランダ王)
- ウィレム＝アレキサンダー[1]
- ウィレム＝アレクサンダー

ウィレム＝アレクサンダー（オランダ語: Willem-Alexander、1967年4月27日 - ）は、第7代オランダ国王（在位:2013年4月30日 - ）。全名は、ウィレム＝アレクサンダー・クラウス・ヘオルフ・フェルディナント・ファン・オラニエ＝ナッサウ（オランダ語: Willem-Alexander Claus George Ferdinand van Oranje-Nassau）。
ドイツの貴族のひとつアムスベルク家の家長でもある。

## 略歴

### 生い立ち
1967年4月27日、祖母ユリアナ女王の在位下にあったオランダのベアトリクス王女（のち、女王）の長男（第一子）として、ユトレヒトで誕生した。
オランダ王室で直系男子の誕生はアレクサンダー王子以来116年ぶりであったが、翌1968年にヨハン・フリーゾ王子（2004年、結婚のため王位継承権放棄。2013年、オーストリアでの雪崩事故に遭遇し低酸素脳症による遷延性意識障害のため、死去。）、1969年にコンスタンティン王子と、2人の弟が続いて誕生した。
ハーグでプロテスタント系の小学校に通い、様々な階層・人種の子供たちと共に学んだ。その後、ウェールズのアトランティック・カレッジを卒業。ライデン大学で史学の学位を取得した。
王妃となるアルゼンチン出身のマクシマ・ソレギエタは、その父ホルヘがアルゼンチンのホルヘ・ラファエル・ビデラ軍事政権（国家再編成プロセス）の大臣であったため、王太子との結婚には賛否両論があったが、軍事政権の反対派への流血の弾圧にホルヘが関与していないことが明白になり、2002年に結婚にこぎつけた。
イギリス王ジョージ2世の娘であったオラニエ公妃アンネの子孫である。カトリック教徒であるマクシマと結婚したため、1701年王位継承法で定められていたイギリス王位継承権を一旦は喪失した。その後、2013年王位継承法の改正でカトリック教徒との結婚で継承権を喪失することは無くなったため、現在は継承権が回復している。
2003年に長女のカタリナ＝アマリア王女（現：オラニエ女公、王太子に相当）が誕生、さらに2005年にはアレクシア王女、2007年にアリアーネ王女が誕生し、娘3人の父親となっている。
1998年から2013年まで国際オリンピック委員会（IOC）委員を務めた。

### オランダの男性国王として
母のベアトリクス女王が2013年4月30日に退位宣言書に署名して退位し、アレクサンダーが王位を継承した。オランダ王室史上、ウィレム3世が崩御した1890年以来、実に123年ぶりの男王の即位となった。
その後、アムステルダム新教会で就任式（inauguration）が挙行された。これには日本の皇室からも、当時の皇太子徳仁親王と同妃雅子が参列した。即位に伴い、オランダでの国王の誕生日を祝う祝日「女王の日」は「王の日」に名称が変更され、祖母ユリアナ女王の誕生日である4月30日からウィレム＝アレクサンダーの誕生日である4月27日に変更となった。

### 日本の皇室との交流
2014年（平成26年）10月28日から10月31日まで日本を国賓訪問した。即位後、欧州域外の国家を公式訪問するのはこれが初めてであった。王太子時代の1988年（昭和63年）以降、通算で15回以上も来日している。2014年（平成26年）10月29日に催された、皇居・宮中晩餐会では、「私たちは第二次大戦中におけるオランダの市民と兵士の経験を忘れませんし、忘れることはできません。」と訴えた上で日本国民も大戦で苦しい経験をしたことに理解を示し「互いの苦しみを認め合うことが両国の和解の基礎となるでしょう。そして両国はそれに積極的に取り組み新たな信頼を築いてきたのです。」とスピーチし、日本とオランダの両国が自らの戦争体験を直視することが日蘭両国の友好親善の基礎になると訴えた。
イギリス王室と血縁関係にあるオランダ王室と日本の皇室は、ロイヤルファミリーを持つ国家（君主制）として、特に親密な関係で知られており、欧州では、スウェーデン王室やイギリス王室などと共に、王室間での交流が盛んな国である。
2019年（令和元年）10月22日、妻のマクシマ王妃同伴で来日し、今上天皇（徳仁）の即位礼正殿の儀に参列した。

## 子女
妻の王妃マクシマ・ソレギエタとの間に、3女（3人）をもうける。
- カタリナ＝アマリア・ベアトリクス・カルメン・ヴィクトリア（2003年 - ） - オラニエ女公
- アレクシア・ユリアナ・マルセラ・ローレンティン（2005年 - ）
- アリアーネ・ウィルヘルミナ・マクシマ・イネス（2007年 - ）

## 系譜
| ウィレム＝アレクサンダー | 父: クラウス・フォン・アムスベルク | 祖父: クラウス・フェリックス・フォン・アムスベルク             | 曾祖父: ヴィルヘルム・フォン・アムスベルク                           |
| ウィレム＝アレクサンダー | 父: クラウス・フォン・アムスベルク | 祖父: クラウス・フェリックス・フォン・アムスベルク             | 曾祖母: エリーゼ・フォン・フィエレゲ                                 |
| ウィレム＝アレクサンダー | 父: クラウス・フォン・アムスベルク | 祖母: ゴスタ・フォン・デム・ブッシェ＝ハッデンハウゼン男爵夫人 | 曾祖父: ゲオルク・フォン・デム・ブッシェ＝ハッデンハウゼン男爵       |
| ウィレム＝アレクサンダー | 父: クラウス・フォン・アムスベルク | 祖母: ゴスタ・フォン・デム・ブッシェ＝ハッデンハウゼン男爵夫人 | 曾祖母: ガブリエーレ・フォン・デム・ブッシェ＝イッペンブルク男爵夫人 |
| ウィレム＝アレクサンダー | 母: ベアトリクス (オランダ女王)    | 祖父: ベルンハルト (オランダ王配)                              | 曾祖父: ベルンハルト・ツア・リッペ                                   |
| ウィレム＝アレクサンダー | 母: ベアトリクス (オランダ女王)    | 祖父: ベルンハルト (オランダ王配)                              | 曾祖母: アルムガルト・フォン・クラム                                 |
| ウィレム＝アレクサンダー | 母: ベアトリクス (オランダ女王)    | 祖母: ユリアナ (オランダ女王)                                  | 曾祖父: ハインリヒ・ツー・メクレンブルク                             |
| ウィレム＝アレクサンダー | 母: ベアトリクス (オランダ女王)    | 祖母: ユリアナ (オランダ女王)                                  | 曾祖母: ウィルヘルミナ (オランダ女王)                                |

- 高祖父：ウィレム3世 (オランダ王)
- 高祖母：エンマ・フォン・ヴァルデック＝ピルモント（ウィルヘルミナ女王生母）

## その他
使用言語は、母国語のオランダ語のほか、英語、ドイツ語、スペイン語。趣味は、スキー、スケート、乗馬。
飛行機愛好家でありパイロット資格を取得した。「もし王族に生まれていなかったら、ボーイング747などの大型旅客機のパイロットになりたかった」と語っている。
1989年には、アフリカ医療研究教育基金（African Medical Research and Education Foundation）の無給操縦士としてケニアで勤務に従事した。1991年にはケニア自然保護局において一月操縦士として務めている。母親から王位を引き継ぐ以前には、女王の移動の際に搭乗した飛行機を操縦することもあった
 。
2017年5月にメディアとの会見において、KLMオランダ航空の子会社KLMシティホッパーの路線でフォッカー70の副操縦士として21年間勤務していたことを明かした。機内放送を行っても彼の身分に気付いた乗客はほとんどいなかった。2017年には、ボーイング737の操縦訓練も受けている。

## ギャラリー

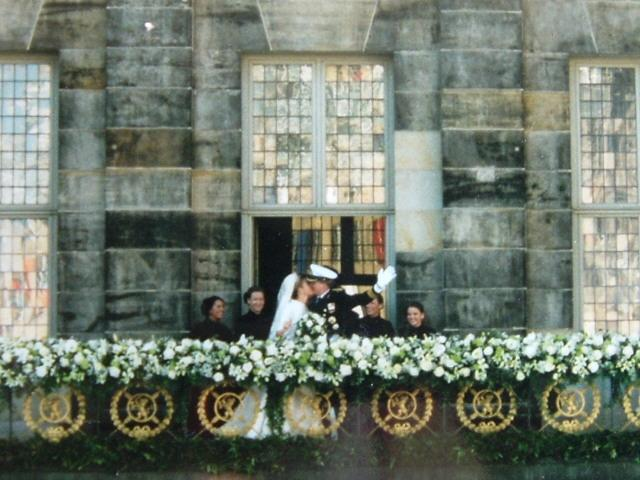
結婚式で、バルコニーにてキスをするオラニエ公と妻
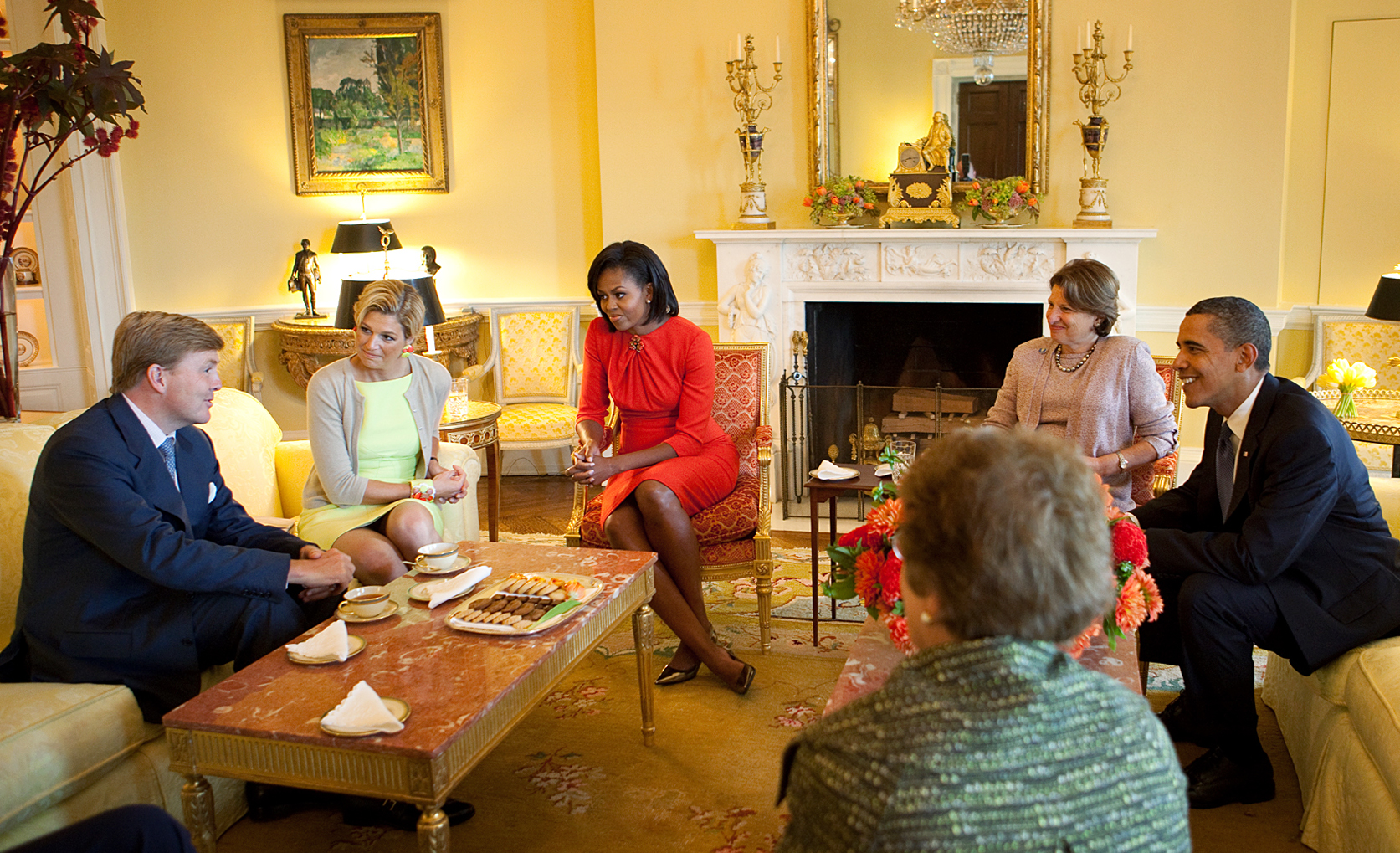
ホワイトハウスでのオラニエ公一家
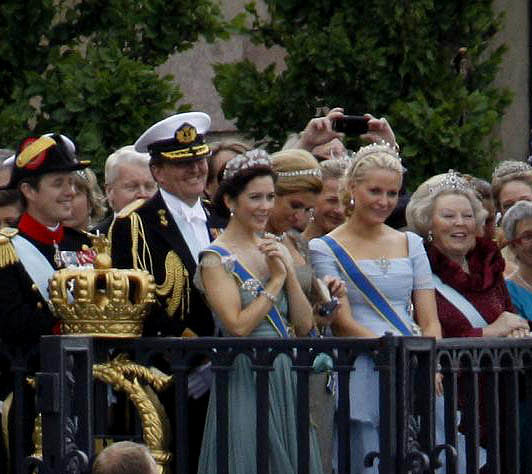
スウェーデンのヴィクトリア王太子とダニエル公の結婚式に、海軍の提督の制服で出席するオラニエ公
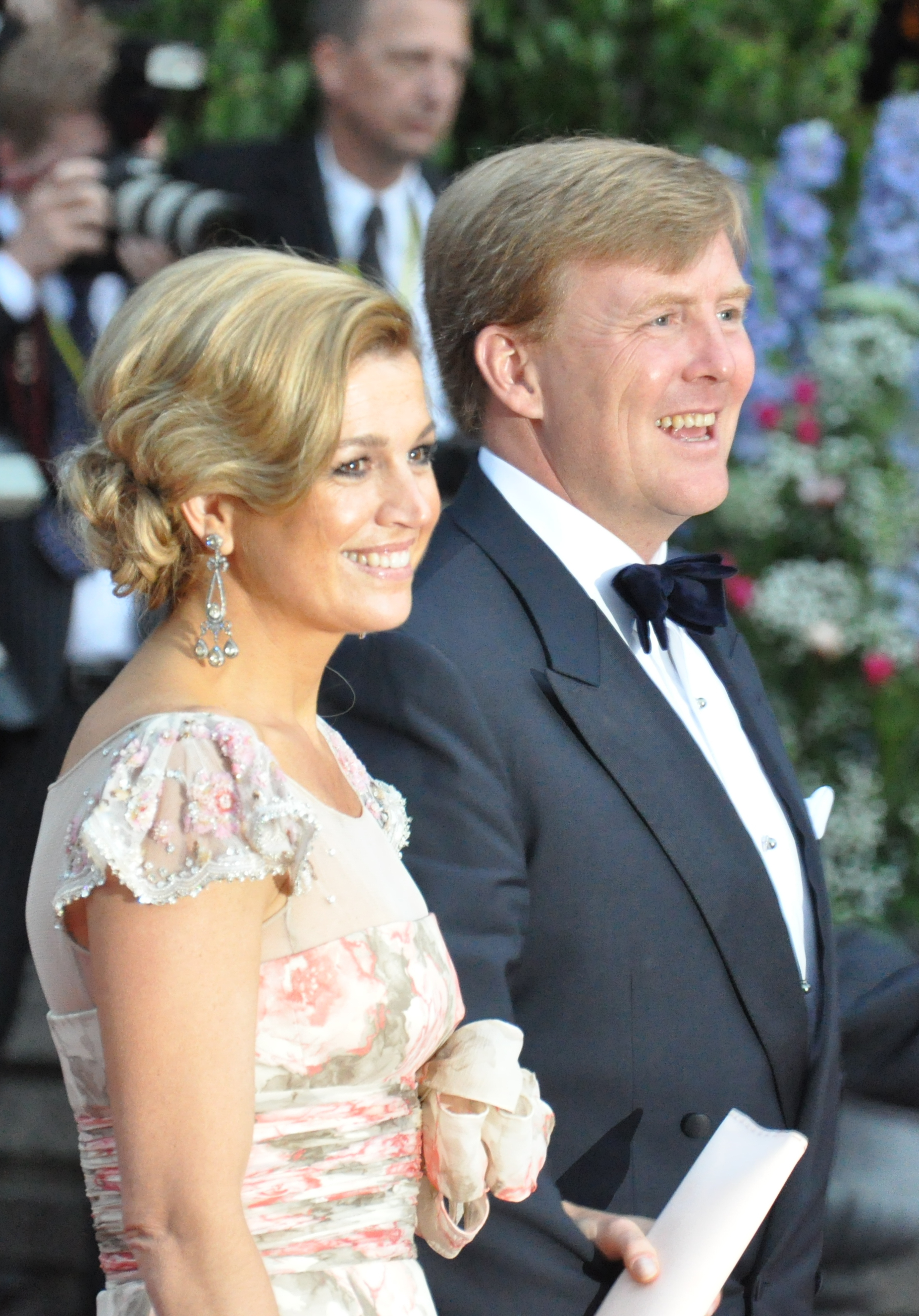
スウェーデン王太子夫妻の結婚式でのオラニエ公とマクシマ公妃
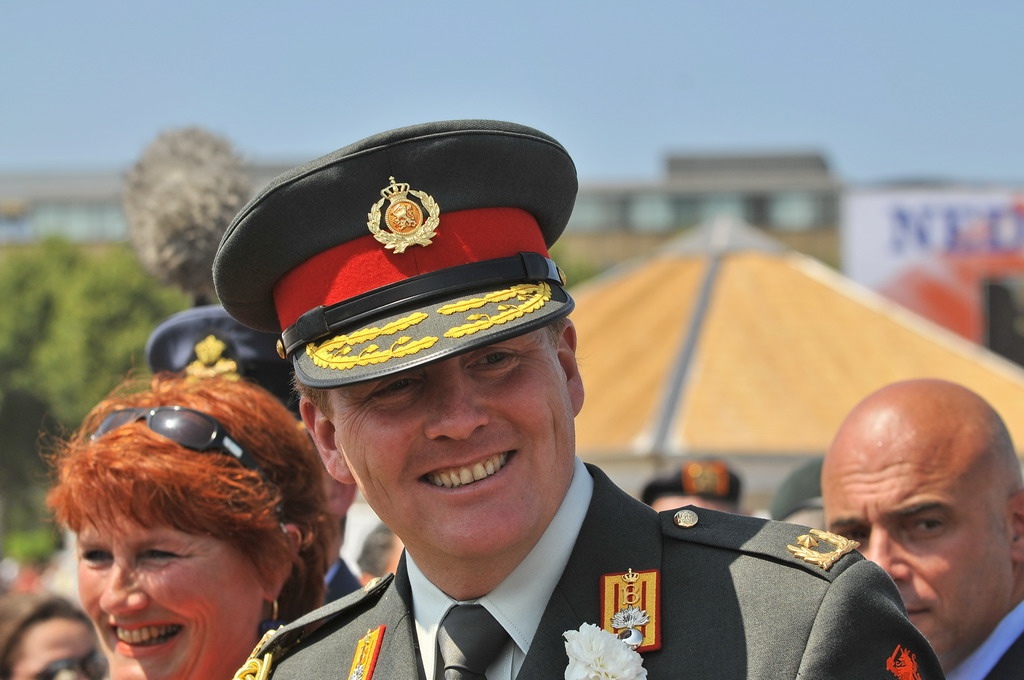
陸軍の准将の制服を着たオラニエ公ウィレム
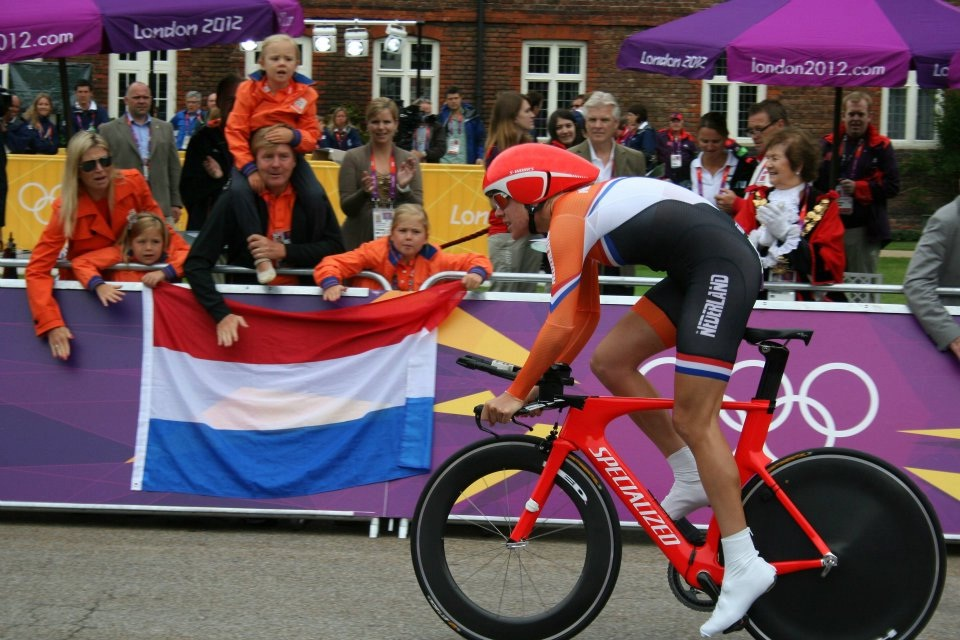
2012年ロンドンオリンピックの自転車競技において自国選手のエレオノラ・ファン・ダイクを応援するウィレム＝アレクサンダーとその家族
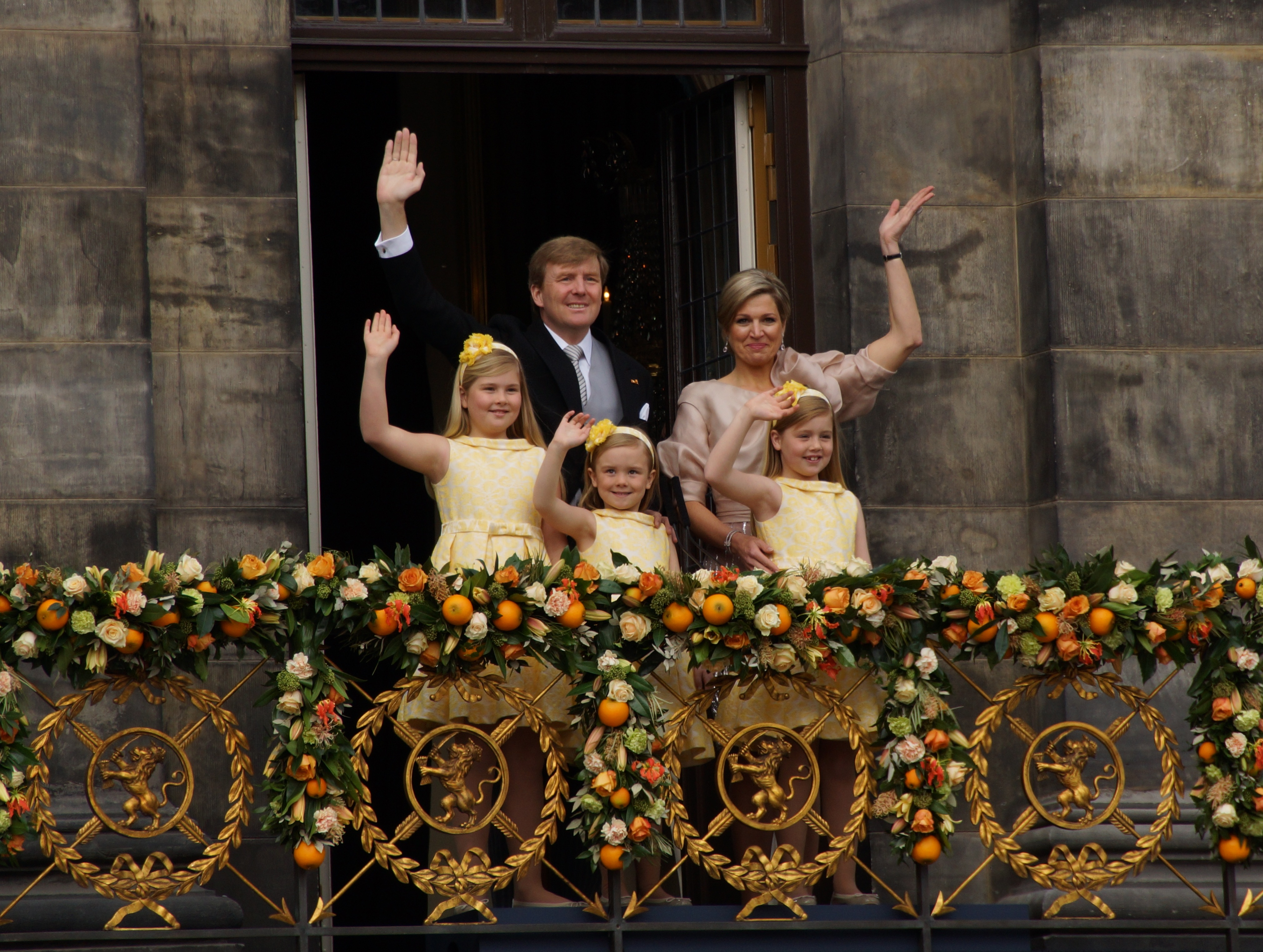
即位の日、バルコニーで手を振る国王一家
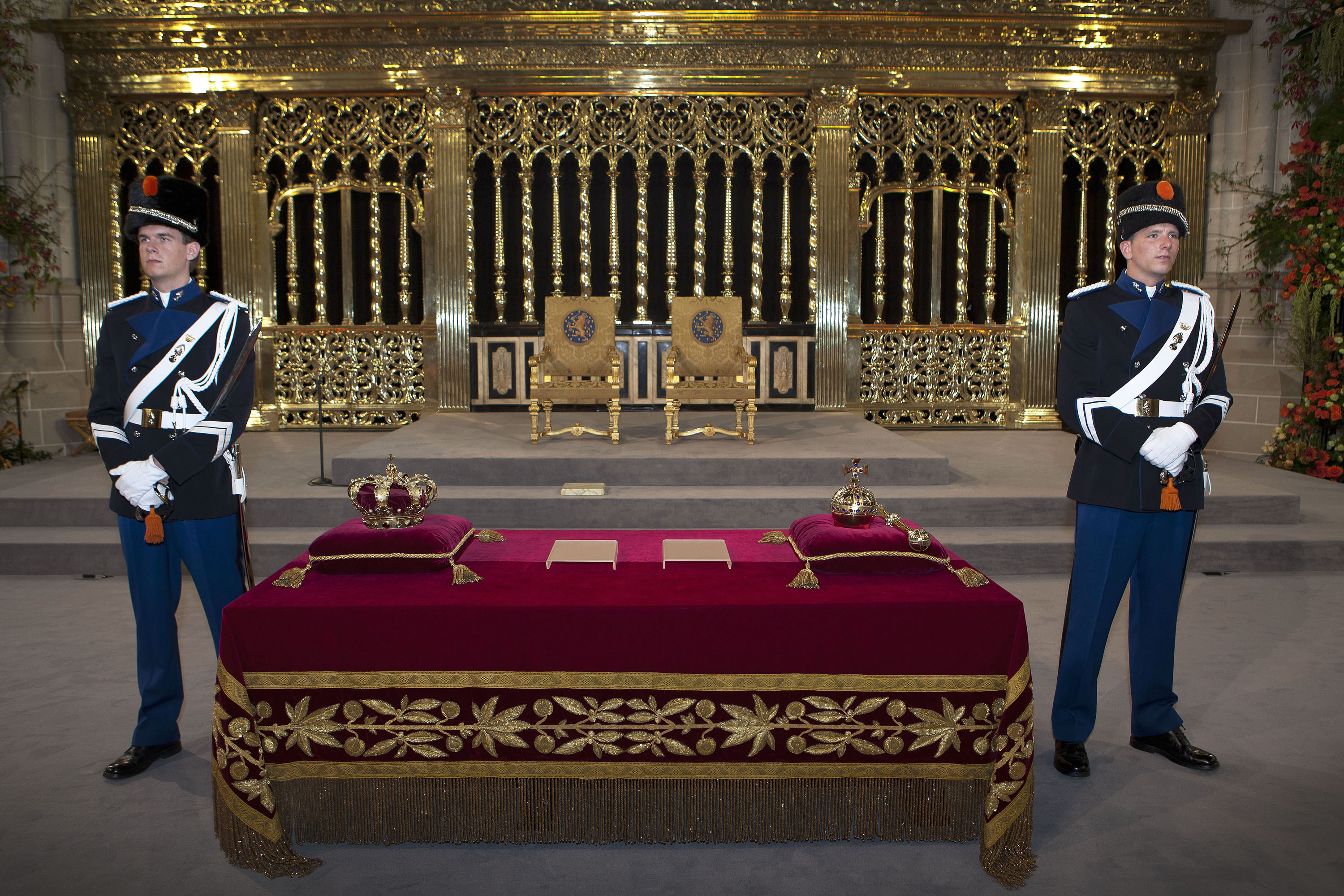
国王・王妃の玉座とレガリア